# Grande Prêmio da Austrália
O Grande Prêmio da Austrália começou a ser disputado em 1928 com algumas interrupções da Segunda Guerra Mundial, após isso foi disputado regularmente, começou a fazer parte do campeonato de Fórmula 1 em 1985.

## Circuitos utilizados

Circuito de rua de Adelaide
Circuito de Albert Park

## Vencedores do GP da Austrália
O fundo rosa indica que a prova não fez parte do Campeonato Mundial de F1
| Ano                                                                 | Piloto                                  | Construtor                              | Local                                   | Resumo                                  |                                         |
| ------------------------------------------------------------------- | --------------------------------------- | --------------------------------------- | --------------------------------------- | --------------------------------------- | --------------------------------------- |
| 1928                                                                | Arthus Waite                            | Austin                                  | Phillip Island                          | Detalhes                                |                                         |
| 1929                                                                | Arthur Terdich                          | Bugatti                                 | Phillip Island                          | Detalhes                                |                                         |
| 1930                                                                | Bill Thompson                           | Bugatti                                 | Phillip Island                          | Detalhes                                |                                         |
| 1931                                                                | Carl Junker                             | Bugatti                                 | Phillip Island                          | Detalhes                                |                                         |
| 1932                                                                | Bill Thompson                           | Bugatti                                 | Phillip Island                          | Detalhes                                |                                         |
| 1933                                                                | Bill Thompson                           | Riley                                   | Phillip Island                          | Detalhes                                |                                         |
| 1934                                                                | Bob Lea-Wright                          | Singer                                  | Phillip Island                          | Detalhes                                |                                         |
| 1935                                                                | Les Murphy                              | MG                                      | Phillip Island                          | Detalhes                                |                                         |
| Não realizado em 1936                                               |                                         |                                         |                                         |                                         |                                         |
| 1937                                                                | Les Murphy                              | MG                                      | Victor Harbor                           | Detalhes                                |                                         |
| 1938                                                                | Peter Whitehead                         | ERA                                     | Bathurst                                | Detalhes                                |                                         |
| 1939                                                                | Alan Tomlinson                          | MG                                      | Lobethal                                | Detalhes                                |                                         |
| Não realizado entre 1940 e 1946 por causa da Segunda Guerra Mundial |                                         |                                         |                                         |                                         |                                         |
| 1947                                                                | Bill Murray                             | MG                                      | Bathurst                                | Detalhes                                |                                         |
| 1948                                                                | Frank Pratt                             | BMW                                     | Point Cook                              | Detalhes                                |                                         |
| 1949                                                                | John Crouch                             | Delahaye                                | Leyburn                                 | Detalhes                                |                                         |
| 1950                                                                | Doug Whiteford                          | Ford                                    | Nuriootpa                               | Detalhes                                |                                         |
| 1951                                                                | Warwick Pratley                         | George Reed Special                     | Narrogin                                | Detalhes                                |                                         |
| 1952                                                                | Doug Whiteford                          | Talbot-Lago                             | Bathurst                                | Detalhes                                |                                         |
| 1953                                                                | Doug Whiteford                          | Talbot-Lago                             | Albert Park                             | Detalhes                                |                                         |
| 1954                                                                | Lex Davidson                            | HWM-Jaguar                              | Southport                               | Detalhes                                |                                         |
| 1955                                                                | Jack Brabham                            | Cooper-Bristol                          | Port Wakefield                          | Detalhes                                |                                         |
| 1956                                                                | Stirling Moss                           | Maserati                                | Albert Park                             | Detalhes                                |                                         |
| 1957                                                                | Lex Davidson Bill Patterson             | Ferrari                                 | Caversham                               | Detalhes                                |                                         |
| 1958                                                                | Lex Davidson                            | Ferrari                                 | Bathurst                                | Detalhes                                |                                         |
| 1959                                                                | Stan Jones                              | Maserati                                | Longford                                | Detalhes                                |                                         |
| 1960                                                                | Alec Mildren                            | Cooper-Maserati                         | Lowood                                  | Detalhes                                |                                         |
| 1961                                                                | Lex Davidson                            | Cooper-Climax                           | Mallala                                 | Detalhes                                |                                         |
| 1962                                                                | Bruce McLaren                           | Cooper-Climax                           | Caversham                               | Detalhes                                |                                         |
| 1963                                                                | Jack Brabham                            | Brabham-Climax                          | Warwick Farm                            | Detalhes                                |                                         |
| 1964                                                                | Jack Brabham                            | Brabham-Climax                          | Sandown Park                            | Detalhes                                |                                         |
| 1965                                                                | Bruce McLaren                           | Cooper-Climax                           | Longford                                | Detalhes                                |                                         |
| 1966                                                                | Graham Hill                             | BRM                                     | Lakeside                                | Detalhes                                |                                         |
| 1967                                                                | Jackie Stewart                          | BRM                                     | Warwick Farm                            | Detalhes                                |                                         |
| 1968                                                                | Jim Clark                               | Team Lotus-Cosworth                     | Sandown Park                            | Detalhes                                |                                         |
| 1969                                                                | Chris Amon                              | Ferrari                                 | Lakeside                                | Detalhes                                |                                         |
| 1970                                                                | Frank Matich                            | McLaren-Repco                           | Warwick Farm                            | Detalhes                                |                                         |
| 1971                                                                | Frank Matich                            | McLaren-Repco                           | Warwick Farm                            | Detalhes                                |                                         |
| 1972                                                                | Graham McRae                            | Leda-Chevrolet                          | Sandown Park                            | Detalhes                                |                                         |
| 1973                                                                | Graham McRae                            | McRae-Chevrolet                         | Sandown Park                            | Detalhes                                |                                         |
| 1974                                                                | Max Stewart                             | Lola-Chevrolet                          | Oran Park                               | Detalhes                                |                                         |
| 1975                                                                | Max Stewart                             | Lola-Chevrolet                          | Surfers Paradise                        | Detalhes                                |                                         |
| 1976                                                                | John Goss                               | Matich-Repco                            | Sandown Park                            | Detalhes                                |                                         |
| 1977                                                                | Warwick Brown                           | Lola-Chevrolet                          | Oran Park                               | Detalhes                                |                                         |
| 1978                                                                | Graham McRae                            | McRae-Chevrolet                         | Sandown Park                            | Detalhes                                |                                         |
| 1979                                                                | Johnnie Walker                          | Lola-Chevrolet                          | Wanneroo                                | Detalhes                                |                                         |
| 1980                                                                | Alan Jones                              | Williams-Cosworth                       | Calder                                  | Detalhes                                |                                         |
| 1981                                                                | Roberto Moreno                          | Ralt-Cosworth                           | Calder                                  | Detalhes                                |                                         |
| 1982                                                                | Alain Prost                             | Ralt-Cosworth                           | Calder                                  | Detalhes                                |                                         |
| 1983                                                                | Roberto Moreno                          | Ralt-Cosworth                           | Calder                                  | Detalhes                                |                                         |
| 1984                                                                | Roberto Moreno                          | Ralt-Cosworth                           | Calder                                  | Detalhes                                |                                         |
| 1985                                                                | Keke Rosberg                            | Williams-Honda                          | Adelaide                                | Detalhes                                |                                         |
| 1986                                                                | Alain Prost                             | McLaren-TAG/Porsche                     | Adelaide                                | Detalhes                                |                                         |
| 1987                                                                | Gerhard Berger                          | Ferrari                                 | Adelaide                                | Detalhes                                |                                         |
| 1988                                                                | Alain Prost                             | McLaren-Honda                           | Adelaide                                | Detalhes                                |                                         |
| 1989                                                                | Thierry Boutsen                         | Williams-Renault                        | Adelaide                                | Detalhes                                |                                         |
| 1990                                                                | Nelson Piquet                           | Benetton-Ford                           | Adelaide                                | Detalhes                                |                                         |
| 1991                                                                | Ayrton Senna                            | McLaren-Honda                           | Adelaide                                | Detalhes                                |                                         |
| 1992                                                                | Gerhard Berger                          | McLaren-Honda                           | Adelaide                                | Detalhes                                |                                         |
| 1993                                                                | Ayrton Senna                            | McLaren-Ford                            | Adelaide                                | Detalhes                                |                                         |
| 1994                                                                | Nigel Mansell                           | Williams-Renault                        | Adelaide                                | Detalhes                                |                                         |
| 1995                                                                | Damon Hill                              | Williams-Renault                        | Adelaide                                | Detalhes                                |                                         |
| 1996                                                                | Damon Hill                              | Williams-Renault                        | Melbourne                               | Detalhes                                |                                         |
| 1997                                                                | David Coulthard                         | McLaren-Mercedes                        | Melbourne                               | Detalhes                                |                                         |
| 1998                                                                | Mika Häkkinen                           | McLaren-Mercedes                        | Melbourne                               | Detalhes                                |                                         |
| 1999                                                                | Eddie Irvine                            | Ferrari                                 | Melbourne                               | Detalhes                                |                                         |
| 2000                                                                | Michael Schumacher                      | Ferrari                                 | Melbourne                               | Detalhes                                |                                         |
| 2001                                                                | Michael Schumacher                      | Ferrari                                 | Melbourne                               | Detalhes                                |                                         |
| 2002                                                                | Michael Schumacher                      | Ferrari                                 | Melbourne                               | Detalhes                                |                                         |
| 2003                                                                | David Coulthard                         | McLaren-Mercedes                        | Melbourne                               | Detalhes                                |                                         |
| 2004                                                                | Michael Schumacher                      | Ferrari                                 | Melbourne                               | Detalhes                                |                                         |
| 2005                                                                | Giancarlo Fisichella                    | Renault                                 | Melbourne                               | Detalhes                                |                                         |
| 2006                                                                | Fernando Alonso                         | Renault                                 | Melbourne                               | Detalhes                                |                                         |
| 2007                                                                | Kimi Räikkönen                          | Ferrari                                 | Melbourne                               | Detalhes                                |                                         |
| 2008                                                                | Lewis Hamilton                          | McLaren-Mercedes                        | Melbourne                               | Detalhes                                |                                         |
| 2009                                                                | Jenson Button                           | Brawn-Mercedes                          | Melbourne                               | Detalhes                                |                                         |
| 2010                                                                | Jenson Button                           | McLaren-Mercedes                        | Melbourne                               | Detalhes                                |                                         |
| 2011                                                                | Sebastian Vettel                        | Red Bull Racing-Renault                 | Melbourne                               | Detalhes                                |                                         |
| 2012                                                                | Jenson Button                           | McLaren-Mercedes                        | Melbourne                               | Detalhes                                |                                         |
| 2013                                                                | Kimi Räikkönen                          | Lotus-Renault                           | Melbourne                               | Detalhes                                |                                         |
| 2014                                                                | Nico Rosberg                            | Mercedes                                | Melbourne                               | Detalhes                                |                                         |
| 2015                                                                | Lewis Hamilton                          | Mercedes                                | Melbourne                               | Detalhes                                |                                         |
| 2016                                                                | Nico Rosberg                            | Mercedes                                | Melbourne                               | Detalhes                                |                                         |
| 2017                                                                | Sebastian Vettel                        | Ferrari                                 | Melbourne                               | Detalhes                                |                                         |
| 2018                                                                | Sebastian Vettel                        | Ferrari                                 | Melbourne                               | Detalhes                                |                                         |
| 2019                                                                | Valtteri Bottas                         | Mercedes                                | Melbourne                               | Detalhes                                |                                         |
| 2020                                                                | Cancelado devido à Pandemia de COVID-19 | Cancelado devido à Pandemia de COVID-19 | Cancelado devido à Pandemia de COVID-19 | Cancelado devido à Pandemia de COVID-19 | Cancelado devido à Pandemia de COVID-19 |
| 2021                                                                | Cancelado devido à Pandemia de COVID-19 | Cancelado devido à Pandemia de COVID-19 | Cancelado devido à Pandemia de COVID-19 | Cancelado devido à Pandemia de COVID-19 | Cancelado devido à Pandemia de COVID-19 |
| 2022                                                                | Charles Leclerc                         | Ferrari                                 | Melbourne                               | Detalhes                                |                                         |
| 2023                                                                | Max Verstappen                          | Red Bull Racing-Honda RBPT              | Melbourne                               | Detalhes                                |                                         |
| 2024                                                                | Carlos Sainz Jr.                        | Ferrari                                 | Melbourne                               | Detalhes                                |                                         |
| 2025                                                                | Lando Norris                            | McLaren-Mercedes                        | Melbourne                               | Detalhes                                |                                         |
| Fontes:                                                             |                                         |                                         |                                         |                                         |                                         |

### Vitórias por piloto
| Total | Piloto               | Vitórias               |
| ----- | -------------------- | ---------------------- |
| 4     | Michael Schumacher   | 2000, 2001, 2002, 2004 |
| 3     | Jenson Button        | 2009, 2010, 2012       |
| 3     | Sebastian Vettel     | 2011, 2017, 2018       |
| 2     | Alain Prost          | 1986, 1988             |
| 2     | Gerhard Berger       | 1987, 1992             |
| 2     | Ayrton Senna         | 1991, 1993             |
| 2     | Damon Hill           | 1995, 1996             |
| 2     | David Coulthard      | 1997, 2003             |
| 2     | Kimi Räikkönen       | 2007, 2013             |
| 2     | Lewis Hamilton       | 2008, 2015             |
| 2     | Nico Rosberg         | 2014, 2016             |
| 1     | Keke Rosberg         | 1985                   |
| 1     | Thierry Boutsen      | 1989                   |
| 1     | Nelson Piquet        | 1990                   |
| 1     | Nigel Mansell        | 1994                   |
| 1     | Mika Hakkinen        | 1998                   |
| 1     | Eddie Irvine         | 1999                   |
| 1     | Giancarlo Fisichella | 2005                   |
| 1     | Fernando Alonso      | 2006                   |
| 1     | Valtteri Bottas      | 2019                   |
| 1     | Charles Leclerc      | 2022                   |
| 1     | Max Verstappen       | 2023                   |
| 1     | Carlos Sainz Jr.     | 2024                   |
| 1     | Lando Norris         | 2025                   |

### Vitórias por equipe
| Total | Equipe          | Vitórias                                                               |
| ----- | --------------- | ---------------------------------------------------------------------- |
| 12    | McLaren         | 1986, 1988, 1991, 1992, 1993, 1997, 1998, 2003, 2008, 2010, 2012, 2025 |
| 11    | Ferrari         | 1987, 1999, 2000, 2001, 2002, 2004, 2007, 2017, 2018, 2022, 2024       |
| 5     | Williams        | 1985, 1989, 1994, 1995, 1996                                           |
| 4     | Mercedes        | 2014, 2015, 2016, 2019                                                 |
| 2     | Renault         | 2005, 2006                                                             |
| 2     | Red Bull Racing | 2011, 2023                                                             |
| 1     | Benetton        | 1990                                                                   |
| 1     | Brawn           | 2009                                                                   |
| 1     | Lotus           | 2013                                                                   |

### Vitórias por país
| Total | País          | Vitórias                                                               |
| ----- | ------------- | ---------------------------------------------------------------------- |
| 12    | Reino Unido   | 1994, 1995, 1996, 1997, 1999, 2003, 2008, 2009, 2010, 2012, 2015, 2025 |
| 9     | Alemanha      | 2000, 2001, 2002, 2004, 2011, 2014, 2016, 2017, 2018                   |
| 5     | Finlândia     | 1985, 1998, 2007, 2013, 2019                                           |
| 3     | Brasil        | 1990, 1991, 1993                                                       |
| 2     | França        | 1986, 1988                                                             |
| 2     | Áustria       | 1987, 1992                                                             |
| 2     | Espanha       | 2006, 2024                                                             |
| 1     | Bélgica       | 1989                                                                   |
| 1     | Itália        | 2005                                                                   |
| 1     | Mónaco        | 2022                                                                   |
| 1     | Países Baixos | 2023                                                                   |

↑1  (Última atualização: GP da Austrália de 2023)
 
Contabilizados somente os resultados válidos pelo Mundial de Fórmula 1

## Recordes do Grande Prêmio da Austrália
|                       |                    |                  |          |          |      |
| Albert Park           | País/Piloto        | Chassi/Motor     | Tempo    | Extensão | Ano  |
| Pole position         | Lewis Hamilton     | Mercedes         | 1:21.164 | 5.303 km | 2018 |
| Melhor volta na prova | Michael Schumacher | Ferrari          | 1:24.125 | 5.303 km | 2004 |
|                       |                    |                  |          |          |      |
| Adelaide              | País/Piloto        | Chassi/Motor     | Tempo    | Extensão | Ano  |
| Pole position         | Ayrton Senna       | McLaren-Ford     | 1:13.371 | 3.780 km | 1993 |
| Melhor volta na prova | Damon Hill         | Williams-Renault | 1:15.381 | 3.780 km | 1993 |